# Buiskarakteristiek

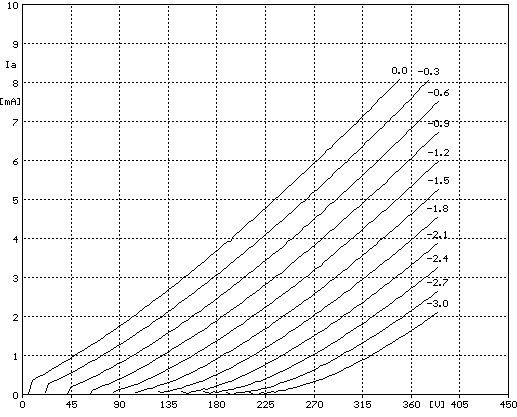
Karakteristiek van een triode

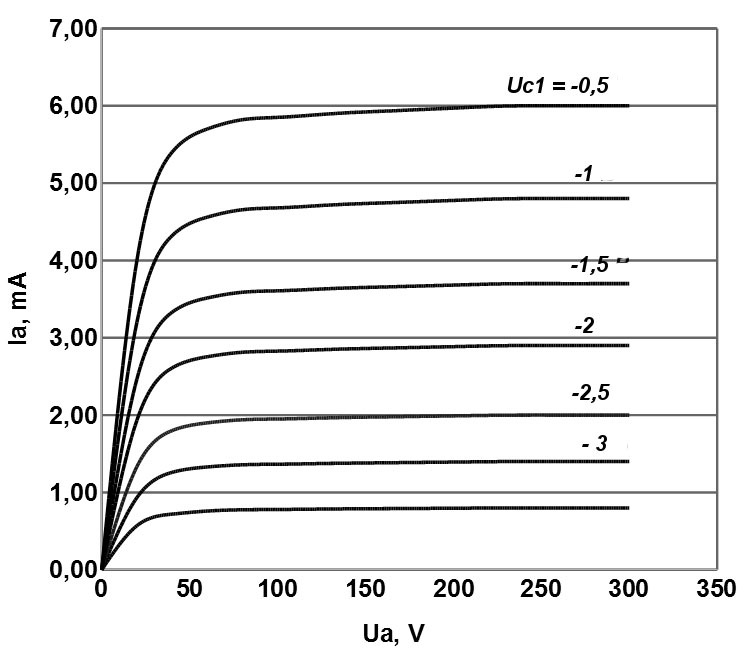
Karakteristiek van een pentode

In de elektronica is een buiskarakteristiek, of kortweg karakteristiek van een elektronenbuis een diagram waarin de relatie getoond wordt tussen twee grootheden die de werking van de buis bepalen, bij constante waarden van de overige grootheden.
Zo zijn er voor een triode de stroom-spanningskarakteristieken van de anodestroom als functie van de spanning tussen kathode en anode, en van de anodestroom als functie van de spanning tussen kathode en stuurrooster.